# Aire urbaine de Fos-sur-Mer
L'aire urbaine de Fos-sur-Mer est une ancienne aire urbaine française mono-communale formée de la ville industrielle de Fos-sur-Mer. Celle-ci ayant été absorbée dans les années 2000 par l'agglomération de Marseille, son aire urbaine a été intégrée en 2011 par l'INSEE à l'aire urbaine de Marseille - Aix-en-Provence.

## Caractéristiques
D'après la définition qu'en donne l'INSEE, l'aire urbaine de Fos-sur-Mer est composée de 1 commune, située dans les Bouches-du-Rhône. Ses 13 922 habitants font d'elle la 323e aire urbaine de France.
Une seule commune de l'aire urbaine est un pôle urbain.
Le tableau suivant détaille la répartition de l'aire urbaine sur le département (les pourcentages s'entendent en proportion du département) :
| Département      | Communes | Communes (%) | Superficie (km²) | Superficie (%) | Population (1999) | Population (%) |
| ---------------- | -------- | ------------ | ---------------- | -------------- | ----------------- | -------------- |
| Bouches-du-Rhône | 1        | 0,8          | 92,31            | 1,8            | 13 922            | 0,8            |

## Communes
Voici la liste des communes françaises de l'aire urbaine de Fos-sur-Mer.
| Code INSEE | Commune     | Type        | Département      | Superficie (km²) | Population (1999) | Densité (hab./km²) |
| ---------- | ----------- | ----------- | ---------------- | ---------------- | ----------------- | ------------------ |
| 13039      | Fos-sur-Mer | Pôle urbain | Bouches-du-Rhône | +0092,31         | +00013 922,       | +00150,82          |
|            | Total       |             |                  | +0092,31         | +00013 922,       | +00150,82          |